# Acmaeidae
De Acmaeidae of schotelhoornachtigen zijn een familie van weekdieren die behoort tot de klasse der Gastropoda (buikpotigen of slakken) en ongeveer 150 soorten telt. Deze familie werd door Philip Pearsall Carpenter in 1857 benoemd.

## Genera en soorten
- Familie: Acmaeidae
  - Geslacht: Acmaea (Eschscholtz, 1833)
    - Acmaea acutapex (S. S. Berry, 1957)
    - Acmaea antillarum (Sowerby, 1831)
    - Acmaea apicina (Dall, 1879)
    - Acmaea atracta (Carpenter, 1857)
    - Acmaea conus (Test, 1945)
    - Acmaea dalliana (Philippi, 1891)
    - Acmaea depicta (Hinds, 1842)
    - Acmaea discors (Philippi, 1849)
    - Acmaea fascicularis (Menke, 1851)
    - Acmaea funiculata (Carpenter, 1864)
    - Acmaea instabilis (Gould, 1846)
    - Acmaea leucopleura (Gmelin, 1791)
    - Acmaea limatula (Carpenter, 1864)
    - Acmaea marcusi (Righi, 1966)
    - Acmaea mitella (Menke, 1847)
    - Acmaea mitra (Eschscholtz, 1833)
    - Acmaea noronhensis (E. A. Smith)
    - Acmaea paleacea (Gould, 1853)
    - Acmaea pediculus (Philippi, 1846)
    - Acmaea pustulata (Helbling, 1779)
    - Acmaea rosea (Dall, 1872)
    - Acmaea stanfordiana (S. S. Berry, 1960)
    - Acmaea strongiana (Hertlein, 1958)
    - Acmaea subrugosa (Orbigny, 1846)
    - Acmaea sybaritica (Dall, 1871)
    - Acmaea triangularis (Carpenter, 1864)
    - Acmaea turveri (Hertlein and Strong, 1951)

  - Geslacht: Notoacmea (Iredale, 1915)
    - Notoacmea dipicta (Hinds, 1842)
    - Notoacmea fenestrata (Reeve, 1855)
    - Notoacmea insessa (Hinds, 1842)
    - Notoacmea paleacea (Gould, 1853)
    - Notoacmea persona (Rathke, 1833)
    - Notoacmea scutum (Rathke, 1833)
    - Notoacmea testudinalis (Muller, 1776)

  - Geslacht: Problacmaea
    - Problacmaea apicina (Dall, 1879)
    - Problacmaea moskalevi (Golikov and Kussakin, 1972)
    - Problacmaea rubella (Fabricius, 1780)
    - Problacmaea sybaritica (Dall, 1872)

  - Onderfamilie: Acmaeinae

  - Onderfamilie: Pectinodontinae
  - Geslacht: Pectinodonta (Dall, 1882)
    - Pectinodonta arcuata (Dall, 1882)

## Taxonomie volgens WoRMS in geslachten
- Acmaea Eschscholtz, 1833
- Rhodopetala Dall, 1921